# Humbert II. (Viennois)

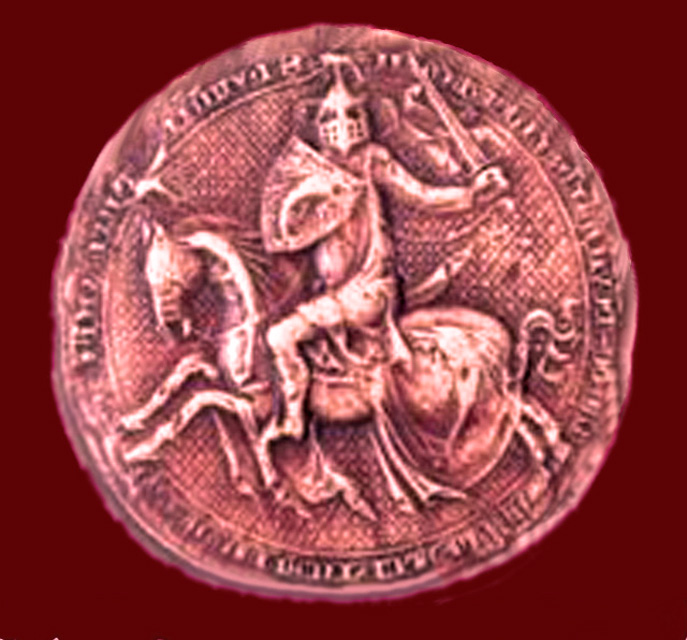
Großes Siegel Humberts II. von Viennois.

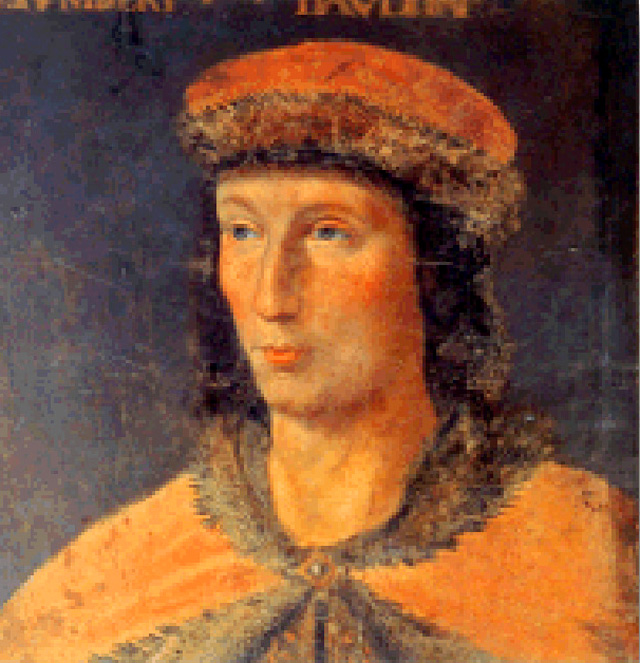
Porträt Humberts II. (allerdings nicht zeitgenössisch und daher vermutlich frei erfunden)

Humbert II. de la Tour-du-Pin (* 1312; † 22. Mai 1355 in Clermont-en-Auvergne) war von 1333 bis zum 16. Juli 1349 Dauphin von Viennois. Er war der jüngere Sohn des Dauphin Jean II. (Haus La Tour-du-Pin) und Beatrix von Ungarn (Haus Anjou) und Nachfolger seines älteren Bruders Guigues VIII. Er war der letzte Dauphin, bevor der Titel an die französische Krone ging. Bekanntheit erlangte er vor allem durch seine Beteiligung am Kreuzzug gegen Smyrna.

## Leben
Humbert II. wird von seinen Zeitgenossen als unfähiger und verschwenderischer Fürst beurteilt, der nicht den militärischen Elan seines Bruders hatte. Seine Jugend verbrachte er bei seinen Verwandten mütterlicherseits am Hof in Neapel, später gab er das Wanderleben seiner Vorgänger auf, und zog es vor, prunkvoll Hof in Beauvoir-en-Royans halten, was von seinen Zeitgenossen allerdings wenig geschätzt wurde.
Im Juli 1332 heiratete er Marie des Baux, Tochter von Bertrand des Baux, Herzog von Andria (Haus Les Baux), und Beatrix von Anjou-Sizilien (Haus Anjou), am 5. September 1333 – knapp sechs Wochen nach seinem Regierungsantritt – kam der Thronfolger André zur Welt. Als sein einziges Kind jedoch im Oktober 1335 starb, gab Humbert die Hoffnung auf Nachkommen auf und arbeitete dann ab 1337 daran (er war der letzte männliche Familienangehörige), sein Erbe abzutreten.
Die finanziellen Schwierigkeiten häuften sich, als er daranging, 40 Jahre nach der Vertreibung der letzten Christen aus Akkon einen weiteren Kreuzzug zu organisieren. Humbert ließ 1339 seinen Besitz inventarisieren, um alles an Papst Benedikt XII. zu verkaufen, wandte sich dann aber, nachdem dies gescheitert war, an den französischen König Philipp VI., mit dem er 1343 grundsätzlich einig wurde (Humbert trat in diesem Jahr sogar bereits in Beauvoir in den Dominikanerorden ein).
Die Abtretung wurde dann beschleunigt, um Humbert den „Transport“ (passagia), wie sein Kreuzzugsprojekt genannt wurde, zu ermöglichen.
Tatsächlich brach Humbert, unter anderem von Philippe de Mézières begleitet, im Mai 1345 von Marseille aus an der Spitze einer päpstlichen Flotte auf, um in den Kämpfen zwischen Christen und Türken einzugreifen. Im Juni 1346 erreichte er Smyrna, das erst 1344 von einer päpstlichen Kreuzzugsliga erobert worden war, aber noch immer von den Türken belagert wurde. Schon im Sommer 1346 hatte Humbert mit Anna von Savoyen, der Regentin des Byzantinischen Reichs über ein Bündnis gegen die Türken verhandelt, die Kreuzfahrer sollten insbesondere die byzantinische Insel Chios für drei Jahre als Stützpunkt gegen die Türken nutzen dürfen. Die Genuesen hatten diese Verhandlungen aber durchkreuzt, indem sie Chios Ende 1346 für sich eroberten, was zu Konflikten im Lager der Kreuzfahrer führte. Nach einigen erfolglosen Ausfallversuchen und einer Erkrankung, begab sich Humbert zu den Johannitern nach Rhodos, wo er den Winter 1346/47 verbrachte und mit dem Papst über das weitere Vorgehen korrespondierte. Auf Rhodos starb auch seine Ehefrau. Zwischenzeitlich brach nun im byzantinischen Reich ein Bürgerkrieg aus, als sich Johannes VI. Kantakuzenos zum Gegenkaiser erhob und beabsichtigte die Regentin Anna von Savoyen abzusetzen. Die Venezianer drängten Humbert, mit dem Kreuzzugsheer zugunsten Annas zu intervenieren. Humbert und der Papst bemühten sich hingegen, das komplizierte Gleichgewicht der christlichen Mächte an der Ägäis zu wahren, bevor nicht ein Waffenstillstand mit den Türken erreicht sei. Mit Erlaubnis des Papstes verließ Humbert schließlich das Kreuzzugsheer und kehrte in seine Heimat zurück, ohne etwas Nennenswertes erreicht zu haben. Als die zurückgebliebenen Kreuzfahrer die Türken bei Imbros schlugen, war Humbert bereits abwesend.
Am 29. März 1349 setzte Humbert Karl von Valois, den ältesten Sohn des Kronprinzen Johann von Valois als Erben ein, die Übertragung des Besitzes wurde am 16. Juli vorgenommen: König Philipp VI. und auch sein Nachfolger Johann II. waren nicht interessiert daran, die Dauphiné direkt zu übernehmen, da sie dadurch in Bezug auf diesen Landstrich zum Vasallen des römisch-deutschen Kaisers geworden wären. Es setzte sich in der Folge durch, das Land als Besitz des Kronprinzen zu betrachten, und den Kronprinzen deswegen Dauphin du Viennois und später Dauphin de France zu nennen. Um zu verhindern, dass die Dauphiné mit der Zeit mit anderen Gebieten des Königs verschmolzen würde, erließ Humbert zudem ein „Statut Delphinal“, mit dem die Einwohner des Landes von einer Reihe von Steuern und Abgaben befreit wurden: Die Verteidigung dieser Rechte war in den folgenden Jahrhunderten das wichtigste Thema des Regionalparlaments.
Humbert widmete sich nach dieser Übereignung einem geistlichen Leben und hoffte darauf, Bischof von Paris zu werden, vielleicht sogar Papst. Tatsächlich aber wurde er 1352 zum Patriarchen von Alexandrien (im Katholizismus ein purer Titel) und Erzbischof von Reims ernannt, was mit dem Stand eines Pair von Frankreich verbunden war. Er starb am 22. Mai 1355 im Alter von 43 Jahren in Clermont und wurde im Jakobinerkloster Paris bestattet.